# DSB Mindelund
DSB Mindelunder en lille park på den sydvestlige ende af Fredericia Vold, for enden af Jernbanegade i Fredericia, med mindesmærker for DSB- og Banedanmark-personale, som omkom i etatens tjeneste samt personale som blev dræbt under den tyske besættelse, 1940 – 1945.
Lunden blev indviet den 29. oktober 1939, på et område stillet til rådighed af Fredericia Kommune.

## Ekstene henvisninger
- Wikimedia Commons har flere filer relateret til DSB Mindelund
- DSBs mindelund
- Mindesten for DSB-folk omkomnet under deres arbejde Arkiveret 11. marts 2007 hos  Wayback Machine
- Mindesten for DSB-folk dræbt under besættelsen Arkiveret 11. marts 2007 hos  Wayback Machine

55°33′47.7″N 9°44′50.34″Ø / 55.563250°N 9.7473167°Ø